# Requiem (musikalbum)
Requiem är det svenska black metal/viking metal/thrash metal-bandet Bathorys sjunde fullängdsskiva, utgiven 1994 genom Black Mark Production.
Twilight of the Gods var ursprungligen tänkt att vara Bathorys sista skiva. Detta resulterade i att Quorthon släppte sin första solo-skiva, Album, 1994 som inte var relaterat till Bathory på något sätt. Men efter att ha tagit en fyra år lång paus från Bathory hade Quorthon lekt med tanken om att återgå till Bathorys tidigt råa, primitiva och mörka sound som eventuellt resulterade i detta retro-thrash metal-album som genom alla spår på något sätt och form handlar om död.

## Låtlista
1. "Requiem" – 5:00
2. "Crosstitution" – 3:17
3. "Necroticus" – 3:19
4. "War Machine" – 3:19
5. "Blood and Soil" – 3:35
6. "Pax Vobiscum" – 4:13
7. "Suffocate" – 3:36
8. "Distinguish to Kill" – 3:16
9. "Apocalypse" – 3:50

Text och musik: Quorthon

## Medverkande
Musiker (Bathory-medlemmar)
- Quorthon (Thomas Börje Forsberg) – sång, gitarr, texter & musik
- Kothaar – basgitarr ("Kothaar" var namnet på diverse musiker som spelade i Bathory)
- Vvornth – trummor ("Vvornth" var namnet på diverse musiker som spelade i Bathory)

Produktion
- Quorthon – producent
- Rex Gisslén – ljudtekniker